# Melanie Margalis
Melanie Margalis (ur. 30 grudnia 1991) – amerykańska pływaczka specjalizująca się w stylu zmiennym i dowolnym, mistrzyni olimpijska i mistrzyni świata.

## Kariera pływacka
W 2013 roku zdobyła złoty medal w sztafecie 4 × 200 m stylem dowolnym i brąz na dystansie 200 m stylem zmiennym (2:12,96 min) podczas uniwersjady w Kazaniu.
Rok później, na mistrzostwach świata na krótkim basenie w Dosze z czasem 2:06,68 wywalczyła brązowy medal na dystansie 200 m stylem zmiennym. W konkurencji 100 m stylem zmiennym była szósta.
Podczas mistrzostw świata w Kazaniu w 2015 roku zajęła siódme miejsce na dystansie 200 m stylem zmiennym, uzyskawszy w finale czas 2:10,41 min.
Na igrzyskach olimpijskich w Rio de Janeiro płynęła w wyścigu eliminacyjnym sztafet 4 × 200 m stylem dowolnym. Otrzymała złoty medal po tym jak Amerykanki uplasowały się w finale na pierwszym miejscu. Indywidualnie startowała w konkurencji 200 m stylem zmiennym, w której uzyskała czas 2:09,21 min i zajęła czwarte miejsce.